# Фіє-алло-Шиліар
Фіє-алло-Шиліар (італ. Fiè allo Sciliar) — муніципалітет в Італії, у регіоні Трентіно-Альто-Адідже,  провінція Больцано.
Фіє-алло-Шиліар розташоване на відстані близько 520 км на північ від Рима, 60 км на північний схід від Тренто, 12 км на схід від Больцано.

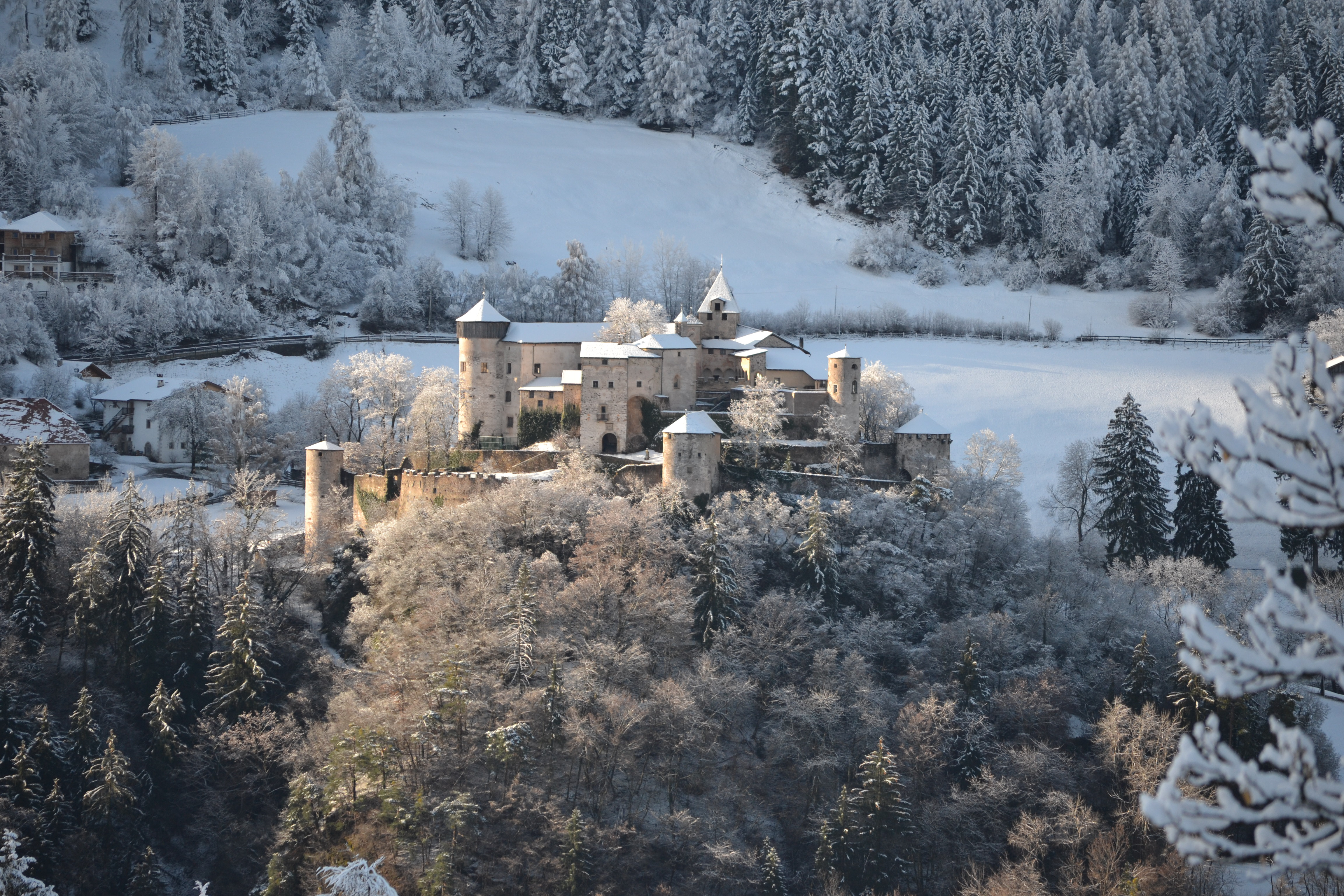

Населення — 3528 осіб (2014).

## Демографія
Населення за роками:

Станом на 1 січня 2023 року в муніципалітеті офіційно проживало 326 іноземців з 46 країн, серед них 138 громадян країн Євросоюзу та 4 громадяни України.

## Сусідні муніципалітети
- Кастельротто
- Корнедо-алл'Ізарко
- Ренон
- Тірес